# Let's All Go (To the Fire Dances)
«Let's All Go (To the Fire Dances)» — пісня постпанк-гурту Killing Joke, яка вийшла у червні 1983 року. Це єдиний сингл з студійного альбому, Fire Dances, пісня досягнула 51-го, місця, в UK Singles Chart.

## Чарти
| Чарт (1983)                               | Найвища позиція |
| ----------------------------------------- | --------------- |
| Велика Британія (Official Charts Company) | 51              |